# Satchurated: Live in Montreal
| Críticas profissionais | Críticas profissionais |
| Avaliações da crítica  | Avaliações da crítica  |
| Fonte                  | Avaliação              |
| ---------------------- | ---------------------- |
| AllMusic               | [ 1 ]                  |

Satchurated: Live in Montreal é um álbum duplo ao vivo do guitarrista virtuoso estadunidense Joe Satriani.
Lançado em 2012, ele foi gravado em formato 2D e 3D, no Metropolis Theatre de Montreal, Canadá.
O concerto, que faz parte da turnê Wormhole Tour, tem atualmente uma taxa de aprovação de 100% do público do Rotten Tomatoes.

## Faixas
Todas as canções foram escritas por Joe Satriani.

### CD

#### Disco 1
01. Ice 9 (5:15)

02. Hordes Of Locusts (4:55)

03. Flying In a Blue Dream (6:33)

04. Lights Years Away (6:27)

05. Memories (8:57)

06. War (6:32)

07. Premonition (4:27)

08. Satch Boogie (4:58)

09. Revelation (7:48)

10. Pyrrhic Victoria (5:15)

11. Crystal Planet (5:43)

12. The Mystical Potato Head Groove Thing (6:52)

13. Dream Song (4:57)

#### Disco 2
01. God Is Crying (8:06)

02. Andalusia (6:22)

03. Solitude (1:00)

04. Littleworth Lane (3:47)

05. Why (7:09)

06. Wind In The Trees (9:03)

07. Always With Me, Always With You (3:50)

08. Big Bad Moon (9:08)

09. Crowd Chant (3:45)

10. Summer Song (8:27)

11. Two Sides To Every Story (Bonus Track) (4:14)

12. The Golden Room (Bonus Track) (7:19)

### DVD/Blu-Ray
A diferença entre o DVD e o Blu-Ray é que o DVD contém 2 discos, e o Blu-Ray apenas 1. Mas o conteúdo é o mesmo.

#### Disco 1
01. Ice 9 (5:15)

02. Hordes Of Locusts (4:55)

03. Flying In a Blue Dream (6:33)

04. Lights Years Away (6:27)

05. Memories (8:57)

06. War (6:32)

07. Premonition (4:27)

08. Satch Boogie (4:58)

09. Revelation (7:48)

10. Pyrrhic Victoria (5:15)

11. Crystal Planet (5:43)

12. The Mystical Potato Head Groove Thing (6:52)

13. Dream Song (4:57)

14. God Is Crying (8:06)

15. Andalusia (6:22)

16. Solitude (1:00)

17. Littleworth Lane (3:47)

18. Why (7:09)

19. Wind In The Trees (9:03)

20. Always With Me, Always With You (3:50)

21. Big Bad Moon (9:08)

#### Disco 2
22. Crowd Chant (3:45)

23. Summer Song (8:27)

24. Two Sides To Every Story (Bonus Track) (4:14)

25. The Golden Room (Bonus Track) (7:19)

+Bonus: videoclipe "Inside the Wormhole".

## Créditos

### Músicos
- Joe Satriani - guitarras, vocais
- Galen Henson - guitarra rítmica
- Allen Whitman - baixo
- Mike Keneally - teclados, percussão
- Jeff Campitelli - bateria

### Produção
- Pierre Lamoureux - produtor e diretor
- François Lamoureux - diretor e produtor de audio
- Mike Fraser - audio
- Denis Normandeau - captação de audio
- Mike Boden - edição digital
- Martin Julien - diretor de edição do filme
- Adam Ayan - masterização de audio
- Éric Beauséjour - diretor de arte
- Jay Blakesberg - fotos

## Paradas Musicais

### Álbum
| Ano  | Ranking                        | Posição |
| ---- | ------------------------------ | ------- |
| 2012 | Billboard Top Hard Rock Albums | #24     |